# Beriev MDR-5
Il Beriev MDR-5 (in caratteri cirillici Бериев МДР-5, Морской дальний разведчик, Morskoy dalny razvedchik, "Ricognitore marittimo a lungo raggio") era un idroricognitore a scafo centrale, monomotore ad ala alta, progettato dall'OKB 49 diretto da Georgij Michailovič Beriev e sviluppato in Unione Sovietica negli anni trenta.
Concepito per rispondere ad una specifica dell'Aviacija Voenno-Morskogo Flota, l'aviazione di marina sovietica, perse il confronto con il concorrente Chetverikov MDR-6 ed il programma di sviluppo venne sospeso dopo i due prototipi realizzati.

## Storia

### Sviluppo
Fin dalla sua istituzione, l'aviazione di marina della Raboče-Krest'janskij Krasnyj Flot, la Flotta Rossa degli operai e dei contadini, ebbe a disposizione idrovolanti per poter effettuare missioni di ricognizione costiere ma nessuno di questi possedeva una grande autonomia. Il personale militare ebbe modo di valutare alcuni prototipi ma senza successo e il modello che riscosse le migliori opinioni negli anni trenta fu il Beriev MBR-2. Tuttavia il modello, pur entrando in servizio, non riuscì a soddisfare i requisiti richiesti dalla marina militare. La lunghezza dei confini marittimi dell'Unione Sovietica era di circa 60 000 km e continuava ad esservi la necessità di dotarsi di aeromobili con una maggiore velocità di crociera e raggio d'azione. Inoltre, la mancanza di idrovolanti di moderna concezione si rifletteva negativamente nella capacità operativa della propria flotta.

## Utilizzatori
Unione Sovietica
- Aviacija Voenno-Morskogo Flota

operò con i due esemplari costruiti nel corso delle valutazioni comparative.

## Velivoli comparabili
Unione Sovietica
- Chetverikov MDR-6